# WiMAX
WiMAX (Worldwide Interoperability for Microwave Access) (Svjetska interoperabilnost za mikrovalni pristup) je ime za telekomunikacijski protokol koji omogućava mobilni i stajaći pristup internetu. Trenutna inačica WiMAXa omogućava brzine do 40 Mbit/s  dok se u inačici IEEE 802.16m očekuju brzine do 1 Gbit/s s nepokretnim modemima.